# Cnemoplites hamali
Cnemoplites hamali là một loài bọ cánh cứng trong họ Cerambycidae.